# Saison 2 de Good Omens
 (août 2023).
Si vous disposez d'ouvrages ou d'articles de référence ou si vous connaissez des sites web de qualité traitant du thème abordé ici, merci de compléter l'article en donnant les références utiles à sa vérifiabilité et en les liant à la section « Notes et références ».
Chronologie
Saison 1
La deuxième saison de Good Omens est constituée de 6 épisodes et disponible sur Amazon Prime Video depuis le 28 juillet 2023.

## Synopsis
Présents sur Terre depuis le Commencement et l'Apocalypse ayant été déjouée, Aziraphale et Rampa reprennent leur vie parmi les mortels dans le quartier londonien de Soho, lorsqu'un messager inattendu leur apporte un surprenant mystère.

## Distribution

### Acteurs principaux
- David Tennant (VF : Stéphane Ronchewski) : Rampa (Crowley en VO)
- Michael Sheen (VF : Anatole de Bodinat) : Aziraphale
- Jon Hamm (VF : Constantin Pappas) : Archange Gabriel
- Miranda Richardson (VF : Blanche Ravalec) : Shax
- Nina Sosanya (VF : Corinne Wellong) : Nina
- Maggie Service (VF : Laurence Sacquet) : Maggie
- Quelin Sepulveda (VF : Esthèle Dumand) : Muriel

### Acteurs récurrents
- Doon Mackichan (en) (VF : Pascale Chemin) : l'archange Michael
- Gloria Obianyo (VF : Soleïma Arabi) : Uriel
- Liz Carr (en) (VF : Ethel Houbiers) : Saraqael
- Shelley Conn (VF : Catherine Desplaces) : Belzébuth
- Reece Shearsmith (VF : Guillaume Lebon) : Furfur
- Donna Preston (VF : Dorothée Jemma) :  Madame Sandwich
- Tim Downie : M. Brown

### Invités
- Derek Jacobi (VF : Charles Uguen) : Metatron
- Frances McDormand (VF : Frédérique Tirmont) : Voix de Dieu
- Anna Maxwell Martin (VF : Catherine Desplaces) : Belzébuth
- Steve Pemberton : M. Glozier
- Mark Gatiss : M. Harmony
- Niamh Walsh : Greta Kleinschmidt

## Liste des épisodes
1. Chapitre 1 : L'Arrivée
2. Chapitre 2 : L'indice
3. Chapitre 3 : Je sais où je vais
4. Chapitre 4 : L'autostoppeuse
5. Chapitre 5 : Le bal
6. Chapitre 6 : Every Day

### Épisode 1:Chapitre 1: L'Arrivée
- Steven McNicoll :  Agent Fuzuli
- Martin Farrell : Passant de Soho (non crédité)

### Épisode 2:Chapitre 2: L'indice
- Peter Davison (VF : Frédéric Cerdal) : Job
- Andi Osho : Sitis
- Sienna Arif Knights : Keziah
- Cherry Mitra : Jemimah
- Ty Tennant : Ennon
- Martin Farrell : Passant de Soho (non crédité)

### Épisode 3:Chapitre 3: Je sais où je vais
- Abigail Lawrie (VF : Camille Donda) : Elspeth
- Julie McLellan : Wee Morag
- Moray Hunter : Démon Josh
- Sean Biggerstaff (VF : Olivier Chauvel) : Mr. Dalrymple
- Alex Norton : Tulloch
- Douglas Russell : Macdonald
- Mark McDonnell : Macleod
- Sofia Andrews : Petite fille
- Martin Farrell : Passant de Soho (non crédité)

### Épisode 4:Chapitre 4: L'autostoppeuse
- Siân Phillips : Madame Henderson
- Benny Young : Tramp
- Jakub Bednarczyk : Enfant #1
- Josie O'Brien : Enfant #2
- Pete Firman (VF : Gauthier Battoue) : Pat
- Simon Kane : Annonceur de théâtre
- Elizabeth Berrington : Dagon
- Moray Hunter : Démon Josh
- Martin Farrell : Passant de Soho (non crédité)
- Holly Woodhouse : None (non crédité)

### Épisode 5:Chapitre 5: Le bal
- Rich Keeble : Mr. Arnold
- Jeff Alexander : Mutt
- Crystal Yu : Madame Cheng
- Paul Adeyefa : Démon Éric
- Anna Maryan : Justine
- Andrew O'Neill : Épouse de Mutt
- Florence Nzenwefi : Démon Morax
- Annie Louise Ross : Démon Skittles
- Tracy Wiles : Voix ascenseur
- Chris Chan : Mr. Cheng
- Martin Farrell : Passant de Soho (non crédité)

### Épisode 6:Chapitre 6: Every Day
- {{}} :  millions de téléspectateurs
- France :  millions de téléspectateurs

- Paul Adeyefa : Démon Eric
- Annie Louise Ross : Démon Skittles
- Florence Nzenwefi : Démon Morax
- Elizabeth Berrington : Dagon
- Alex Norton : Tulloch
- Jeff Alexander : Mutt
- Crystal Yu : Madame Cheng
- Tracy Wiles : Voix ascenseur
- Martin Farrell : Passant de Soho (non crédité)